# Viktoria Gurova
Viktoria Gurova (Rusia, 22 de mayo de 1982) es una atleta rusa especializada en la prueba de triple salto, en la que consiguió ser campeona europea en pista cubierta en 2005.

## Carrera deportiva
En el Campeonato Europeo de Atletismo en Pista Cubierta de 2005 ganó la medalla de oro en el triple salto, con un salto de 14.74 metros, por delante de la italiana Magdelin Martínez (plata con 14.54 metros) y la española Carlota Castrejana (bronce con 14.45 metros).